# Цейлон на летних Олимпийских играх 1956
Доминион Цейлон принимал участие в Летних Олимпийских играх 1956 года в Мельбурне (Австралия) в третий раз за свою историю, но не завоевал ни одной медали. В соревнованиях принимали участие 2 боксёра и легкоатлет.

## Результаты соревнований

### Бокс
Спортсменов — 2
| Спортсмен            | Категория | 1/32                  | 1/16                         | Четвертьфиналы       | Полуфиналы           | Финал                | Место |
| Спортсмен            | Категория | Соперник Результат    | Соперник Результат           | Соперник Результат   | Соперник Результат   | Соперник Результат   | Место |
| -------------------- | --------- | --------------------- | ---------------------------- | -------------------- | -------------------- | -------------------- | ----- |
| Генри Джаясурия      | До 54 кг  | Роберт Бат (AUS) Пор. | Завершил выступление         | Завершил выступление | Завершил выступление | Завершил выступление | 17    |
| Чандрасена Джаясурия | До 60 кг  |                       | Ричард Мактаггарт (GBR) Пор. | Завершил выступление | Завершил выступление | Завершил выступление | 9     |

### Лёгкая атлетика
Спортсменов — 1

#### Мужчины
| Дисциплина      | Спортсмены                | Квалификация | Квалификация | Финал     | Финал |
| Дисциплина      | Спортсмены                | Результат    | Место        | Результат | Место |
| --------------- | ------------------------- | ------------ | ------------ | --------- | ----- |
| Прыжки в высоту | Нагалингам Этирвирасингам | 1 м 92 см    | 20 Q         | 1 м 86 см | 21    |